# 1989 100 legnagyobb slágere
Ez a lista a Billboard első Hot 100 zenéjét tartalmazza 1989-ből.
| Helyezés | Szám                                    | Előadó                        |
| -------- | --------------------------------------- | ----------------------------- |
| 1        | "Look Away"                             | Chicago                       |
| 2        | "My Prerogative"                        | Bobby Brown                   |
| 3        | "Every Rose Has Its Thorn"              | Poison                        |
| 4        | "Straight Up"                           | Paula Abdul                   |
| 5        | "Miss You Much"                         | Janet Jackson                 |
| 6        | "Cold Hearted"                          | Paula Abdul                   |
| 7        | "Wind Beneath My Wings"                 | Bette Midler                  |
| 8        | "Girl You Know It's True"               | Milli Vanilli                 |
| 9        | "Baby, I Love Your Way/Freebird Medley" | Will to Power                 |
| 10       | "Giving You the Best That I Got"        | Anita Baker                   |
| 11       | "Right Here Waiting"                    | Richard Marx                  |
| 12       | "Waiting For a Star to Fall"            | Boy Meets Girl                |
| 13       | "Lost in Your Eyes"                     | Debbie Gibson                 |
| 14       | "Don't Wanna Lose You"                  | Gloria Estefan                |
| 15       | "Heaven"                                | Warrant                       |
| 16       | "Girl I'm Gonna Miss You"               | Milli Vanilli                 |
| 17       | "The Look"                              | Roxette                       |
| 18       | "She Drives Me Crazy"                   | Fine Young Cannibals          |
| 19       | "On Our Own"                            | Bobby Brown                   |
| 20       | "Two Hearts"                            | Phil Collins                  |
| 21       | "Blame It on the Rain"                  | Milli Vanilli                 |
| 22       | "Listen to Your Heart"                  | Roxette                       |
| 23       | "I'll Be There for You"                 | Bon Jovi                      |
| 24       | "If You Don't Know Me by Now"           | Simply Red                    |
| 25       | "Like a Prayer"                         | Madonna                       |
| 26       | "I'll Be Loving You (Forever)"          | New Kids on the Block         |
| 27       | "How Can I Fall?"                       | Breathe                       |
| 28       | "Baby Don't Forget My Number"           | Milli Vanilli                 |
| 29       | "Toy Soldiers"                          | Martika                       |
| 30       | "Forever Your Girl"                     | Paula Abdul                   |
| 31       | "The Living Years"                      | Mike + The Mechanics          |
| 32       | "Eternal Flame"                         | The Bangles                   |
| 33       | "Wild Thing"                            | Tone Lōc                      |
| 34       | "When I See You Smile"                  | Bad English                   |
| 35       | "If I Could Turn Back Time"             | Cher                          |
| 36       | "Buffalo Stance"                        | Neneh Cherry                  |
| 37       | "When I'm with You"                     | Sheriff                       |
| 38       | "Don't Rush Me"                         | Taylor Dayne                  |
| 39       | "Born to Be My Baby"                    | Bon Jovi                      |
| 40       | "Good Thing"                            | Fine Young Cannibals          |
| 41       | "The Lover in Me"                       | Sheena Easton                 |
| 42       | "Bust a Move"                           | Young MC                      |
| 43       | "Once Bitten, Twice Shy"                | Great White                   |
| 44       | "Batdance"                              | Prince                        |
| 45       | "Rock On"                               | Michael Damian                |
| 46       | "Real Love"                             | Jody Watley                   |
| 47       | "Love Shack"                            | The B-52’s                    |
| 48       | "Every Little Step"                     | Bobby Brown                   |
| 49       | "Hangin' Tough"                         | New Kids on the Block         |
| 50       | "My Heart Can't Tell You No"            | Rod Stewart                   |
| 51       | "So Alive"                              | Love and Rockets              |
| 52       | "You Got It (The Right Stuff)"          | New Kids on the Block         |
| 53       | "Armageddon It"                         | Def Leppard                   |
| 54       | "Satisfied"                             | Richard Marx                  |
| 55       | "Express Yourself"                      | Madonna                       |
| 56       | "I Like It"                             | Dino                          |
| 57       | "Soldier of Love"                       | Donny Osmond                  |
| 58       | "Sowing the Seeds of Love"              | Tears for Fears               |
| 59       | "Cherish"                               | Madonna                       |
| 60       | "When the Children Cry"                 | White Lion                    |
| 61       | "18 and Life"                           | Skid Row                      |
| 62       | "I Don't Want Your Love"                | Duran Duran                   |
| 63       | "Second Chance"                         | .38 Special                   |
| 64       | "The Way You Love Me"                   | Karyn White                   |
| 65       | "Funky Cold Medina"                     | Tone Lōc                      |
| 66       | "In Your Room"                          | The Bangles                   |
| 67       | "Miss You Like Crazy"                   | Natalie Cole                  |
| 68       | "Lovesong"                              | The Cure                      |
| 69       | "Secret Rendezvous"                     | Karyn White                   |
| 70       | "Angel Eyes"                            | The Jeff Healey Band          |
| 71       | "Patience"                              | Guns N’ Roses                 |
| 72       | "Walk on Water"                         | Eddie Money                   |
| 73       | "Cover Girl"                            | New Kids on the Block         |
| 74       | "Welcome to the Jungle"                 | Guns N’ Roses                 |
| 75       | "Shower Me With Your Love"              | Surface                       |
| 76       | "Stand"                                 | R.E.M.                        |
| 77       | "Close My Eyes Forever"                 | Lita Ford és Ozzy Osbourne    |
| 78       | "All This Time"                         | Tiffany                       |
| 79       | "After All"                             | Cher és Peter Cetera          |
| 80       | "Roni"                                  | Bobby Brown                   |
| 81       | "Love in an Elevator"                   | Aerosmith                     |
| 82       | "Lay Your Hands on Me"                  | Bon Jovi                      |
| 83       | "The Promise"                           | When in Rome                  |
| 84       | "What I Am"                             | Edie Brickell & New Bohemians |
| 85       | "I Remember Holding You"                | Boys Club                     |
| 86       | "Paradise City"                         | Guns N’ Roses                 |
| 87       | "I Wanna Have Some Fun"                 | Samantha Fox                  |
| 88       | "She Wants to Dance with Me"            | Rick Astley                   |
| 89       | "Dreamin'"                              | Vanessa Williams              |
| 90       | "It's No Crime"                         | Babyface                      |
| 91       | "Poison"                                | Alice Cooper                  |
| 92       | "This Time I Know It's for Real"        | Donna Summer                  |
| 93       | "Smooth Criminal"                       | Michael Jackson               |
| 94       | "Heaven Help Me"                        | Deon Estus                    |
| 95       | "Rock Wit'cha"                          | Bobby Brown                   |
| 96       | "Thinking of You"                       | Sa-Fire                       |
| 97       | "What You Don't Know"                   | Exposé                        |
| 98       | "Surrender To Me"                       | Ann Wilson és Robin Zander    |
| 99       | "The End of the Innocence"              | Don Henley                    |
| 100      | "Keep on Movin'"                        | Soul II Soul                  |